# Lista de mídias da série Chocobo

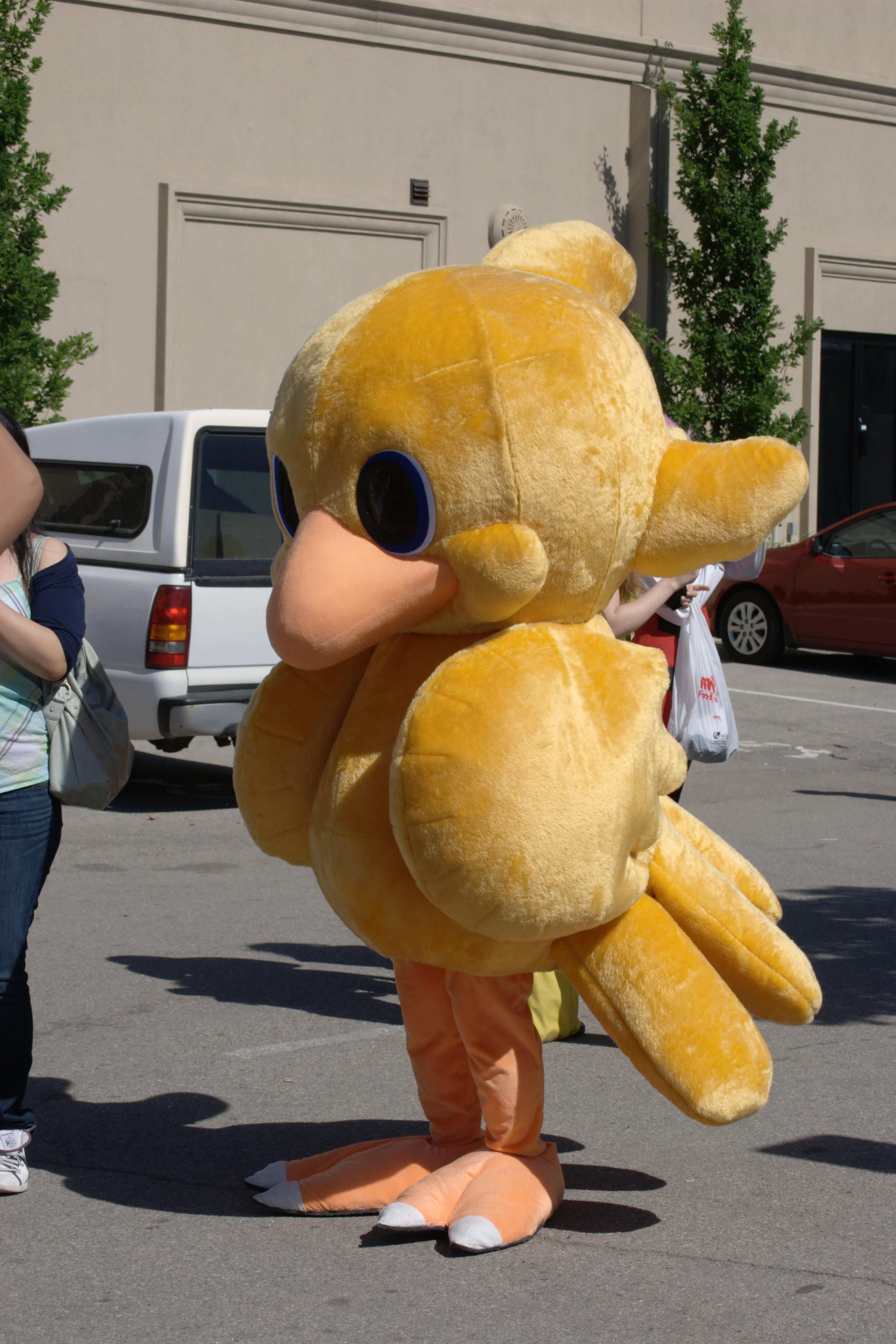
Cosplay representando Chocobo, o protagonista da série.

A série Chocobo é um conjunto de jogos eletrônicos publicados pela Square e, posteriormente, pela Square Enix, apresentando uma criatura recorrente da série Final Fantasy, o Chocobo, como protagonista. A criatura é um pássaro grande e normalmente incapaz de voar, que apareceu pela primeira vez em Final Fantasy II e tem sido destaque em quase todos os jogos subsequentes da série Final Fantasy, além de fazer aparições em vários outros jogos. A série Chocobo contém mais de 20 títulos para consoles, telefones celulares e plataformas online. Entre eles, títulos da série de roguelikes Mystery Dungeon, jogos de corrida, jogos de aventura e coleções de minijogos. Embora os vários jogos da série tenham estilos de jogo diferentes e sejam geralmente não relacionados, exceto pela inclusão de um Chocobo como personagem principal, a Square Enix os considera uma série distinta.
O primeiro jogo, Chocobo’s Mysterious Dungeon, faz parte da série Mystery Dungeon e foi lançado em 1997. Além da Square e da Square Enix, os jogos foram desenvolvidos por várias outras empresas, incluindo h.a.n.d., Bottle Cube e Smile-Lab. Apenas Chocobo's Dungeon 2, Chocobo Racing, Final Fantasy Fables: Chocobo Tales, Final Fantasy Fables: Chocobo's Dungeon, Chocobo Panic, Chocobo's Crystal Tower, Chocobo's Mystery Dungeon: Every Buddy!, Chocobo GP' e Chocobo GP foram lançados em territórios além do Japão. Oito álbuns de música dos jogos Chocobo foram produzidos e publicados pela Square Enix, DigiCube e Toshiba EMI. Além disso, um álbum de música relacionada ao personagem Chocobo, tanto da série Chocobo quanto da série Final Fantasy, intitulado Compi de Chocobo, foi lançado em 2013.

## Jogos eletrônicos
| Título | Detalhes |
| --- | --- |
| Chocobo's Mysterious Dungeon Data de lançamento original: - JP: 23 de dezembro de 1997                                                                 | Anos de lançamento por sistema: - 1997 – PlayStation - 1999 – WonderSwan - 2010 – PlayStation Portable, PlayStation 3 - 2012 – PlayStation Vita |
| Chocobo's Mysterious Dungeon Data de lançamento original: - JP: 23 de dezembro de 1997                                                                 | Notas: - Parte da série de exploração de masmorras Mystery Dungeon. |
| Chocobo's Dungeon 2 Data de lançamento original: - JP: 23 de dezembro de 1998 - AN: 15 de dezembro de 1999                                             | Anos de lançamento por sistema: - 1998 – PlayStation - 2010 – PlayStation Portable, PlayStation 3 - 2012 – PlayStation Vita |
| Chocobo's Dungeon 2 Data de lançamento original: - JP: 23 de dezembro de 1998 - AN: 15 de dezembro de 1999                                             | |
| Chocobo Racing Data de lançamento original: - JP: 18 de março de 1999 - AN: 10 de agosto de 1999 - EU: 31 de outubro de 1999                           | Anos de lançamento por sistema: - 1999 – PlayStation - 2009 – PlayStation Portable, PlayStation 3 - 2012 – PlayStation Vita |
| Chocobo Racing Data de lançamento original: - JP: 18 de março de 1999 - AN: 10 de agosto de 1999 - EU: 31 de outubro de 1999                           | Notas: - Jogo de corrida incluindo personagens e cenários da série Final Fantasy. - Incluído na coleção Chocobo Collection (1999). |
| Chocobo Stallion Data de lançamento original: - JP: 22 de dezembro de 1999                                                                             | Anos de lançamento por sistema: - 1999 – PlayStation - 2008 – PlayStation Portable, PlayStation 3 - 2012 – PlayStation Vita |
| Chocobo Stallion Data de lançamento original: - JP: 22 de dezembro de 1999                                                                             | Notas: - Jogo de corrida e criação de Chocobos. - Incluído na coleção Chocobo Collection (1999). |
| Dice de Chocobo Data de lançamento original: - JP: 22 de dezembro de 1999                                                                              | Anos de lançamento por sistema: - 1999 – PlayStation - 2008 – PlayStation Portable, PlayStation 3 - 2012 – PlayStation Vita |
| Dice de Chocobo Data de lançamento original: - JP: 22 de dezembro de 1999                                                                              | Notas: - Jogo de tabuleiro incluindo personagens da série Final Fantasy. - Incluído na coleção Chocobo Collection (1999). |
| Hataraku Chocobo Data de lançamento original: - JP: 21 de setembro de 2000                                                                             | Anos de lançamento por sistema: 2000 – WonderSwan |
| Hataraku Chocobo Data de lançamento original: - JP: 21 de setembro de 2000                                                                             | Notas: - Jogo de simulação onde o jogador realiza tarefas e serviços para criar um Chocobo. |
| Dokodemo Chocobo Data de lançamento original: - JP: 14 de maio de 2002                                                                                 | Anos de lançamento por sistema: 2002 – Telefone celular |
| Dokodemo Chocobo Data de lançamento original: - JP: 14 de maio de 2002                                                                                 | Notas: - Jogo dividido em duas partes; na primeira, o jogador controla um Chocobo e coleta itens, enquanto a segunda é utilizada para decorar a tela de suspensão do celular com os itens coletados. |
| Chocobo Land: A Game of Dice Data de lançamento original: - JP: 13 de dezembro de 2002                                                                 | Anos de lançamento por sistema: - 2002 – Game Boy Advance - 2016 – Wii U |
| Chocobo Land: A Game of Dice Data de lançamento original: - JP: 13 de dezembro de 2002                                                                 | Notas: - Recriação do jogo de tabuleiro Dice de Chocobo. |
| Dokodemo Chocobo 2: Dasshutshu! Yūreisen Data de lançamento original: - JP: 23 de maio de 2003                                                         | Anos de lançamento por sistema: 2003 – Telefone celular |
| Dokodemo Chocobo 2: Dasshutshu! Yūreisen Data de lançamento original: - JP: 23 de maio de 2003                                                         | Notas: - Uma segunda parte intitulada Dokodemo Chocobo 2.5: Sennyū! Kodai Iseki foi lançada em 2004. |
| Choco-Mate Data de lançamento original: - JP: 7 de julho de 2003                                                                                       | Anos de lançamento por sistema: 2003 – Telefone celular |
| Choco-Mate Data de lançamento original: - JP: 7 de julho de 2003                                                                                       | |
| Dokodemo Chocobo 3: Taose! Niji Iro Daimaō Data de lançamento original: - JP: 19 de maio de 2004                                                       | Anos de lançamento por sistema: 2004 – Telefone celular |
| Dokodemo Chocobo 3: Taose! Niji Iro Daimaō Data de lançamento original: - JP: 19 de maio de 2004                                                       | |
| Chocobo de Mobile Data de lançamento original: - JP: 14 de dezembro de 2006                                                                            | Anos de lançamento por sistema: 2006 – Telefone celular |
| Chocobo de Mobile Data de lançamento original: - JP: 14 de dezembro de 2006                                                                            | Notas: - Coleção de minijogos incluindo um Chocobo como personagem principal. |
| Final Fantasy Fables: Chocobo Tales Data de lançamento original: - JP: 14 de dezembro de 2006 - AN: 3 de abril de 2007 - EU: 25 de maio de 2007        | Anos de lançamento por sistema: 2006 – Nintendo DS |
| Final Fantasy Fables: Chocobo Tales Data de lançamento original: - JP: 14 de dezembro de 2006 - AN: 3 de abril de 2007 - EU: 25 de maio de 2007        | Notas: - Jogo de aventura e quebra-cabeças. |
| Final Fantasy Fables: Chocobo's Dungeon Data de lançamento original: - JP: 13 de dezembro de 2007 - AN: 8 de julho de 2008 - EU: 7 de novembro de 2008 | Anos de lançamento por sistema: - 2007 – Wii - 2008 – Nintendo DS - 2019 – Nintendo Switch, PlayStation 4 |
| Final Fantasy Fables: Chocobo's Dungeon Data de lançamento original: - JP: 13 de dezembro de 2007 - AN: 8 de julho de 2008 - EU: 7 de novembro de 2008 | Notas: - Parte da série de exploração de masmorras Mystery Dungeon. |
| Chocobo to Mahō no Ehon: Majo to Shōjo to Gonin no Yūsha Data de lançamento original: - JP: 11 de dezembro de 2008                                     | Anos de lançamento por sistema: 2008 – Nintendo DS |
| Chocobo to Mahō no Ehon: Majo to Shōjo to Gonin no Yūsha Data de lançamento original: - JP: 11 de dezembro de 2008                                     | Notas: - Sequência de Final Fantasy Fables: Chocobo Tales. |
| Chocobo Panic Data de lançamento original: - WW: 28 de maio de 2010                                                                                    | Anos de lançamento por sistema: 2010 – iPad |
| Chocobo Panic Data de lançamento original: - WW: 28 de maio de 2010                                                                                    | Notas: - Jogo em grupo incluindo Chocobos e com modos de jogo para até seis jogadores. - Serviços encerrados em 30 de setembro de 2017. |
| Chocobo's Crystal Tower Data de lançamento original: - JP: 29 de junho de 2010 - WW: 2 de novembro de 2010                                             | Anos de lançamento por sistema: 2010 – Telefone celular, Facebook |
| Chocobo's Crystal Tower Data de lançamento original: - JP: 29 de junho de 2010 - WW: 2 de novembro de 2010                                             | Notas: - Serviços encerrados em 28 de março de 2012. |
| Chocobo no Chocotto Nouen Data de lançamento original: - JP: 19 de dezembro de 2012                                                                    | Anos de lançamento por sistema: 2012 – Telefone celular, iOS, Android |
| Chocobo no Chocotto Nouen Data de lançamento original: - JP: 19 de dezembro de 2012                                                                    | Notas: - Jogo de simulação de fazenda incluindo Chocobos e outros animais. |
| Chocobo GP' Data de lançamento original: - WW: 13 de janeiro de 2022                                                                                   | Anos de lançamento por sistema: 2022 – iOS, Android |
| Chocobo GP' Data de lançamento original: - WW: 13 de janeiro de 2022                                                                                   | Notas: - Jogo de plataforma protagonizado por um Chocobo e um Moogle, de Final Fantasy III. |
| Chocobo GP Data de lançamento original: - WW: 10 de março de 2022                                                                                      | Anos de lançamento por sistema: 2022 – Nintendo Switch |
| Chocobo GP Data de lançamento original: - WW: 10 de março de 2022                                                                                      | Notas: - Jogo de corrida incluindo personagens e cenários da série Final Fantasy. - Uma versão gratuita, intitulada Chocobo GP Lite, foi lançada simultaneamente e descontinuada em 1 de junho de 2023. - Atualizações e venda de moedas virtuais foram encerradas em 21 de dezembro de 2022. - O jogo foi relançado em 15 de junho de 2023, substituindo microtransações por um sistema de desbloqueio por progresso. |

## Música
A música da série Chocobo inclui álbuns de trilha sonora da sub-série Chocobo’s Mysterious Dungeon, que contém Chocobo’s Mysterious Dungeon, Chocobo’s Dungeon 2 e Final Fantasy Fables: Chocobo’s Dungeon, bem como álbuns de trilha sonora de Chocobo Racing, Final Fantasy Fables: Chocobo Tales e Chocobo to Mahō no Ehon: Majo to Shōjo to Gonin no Yūsha. Além disso, há um álbum de música baseado em Chocobo’s Mysterious Dungeon e um single intitulado Chocobo no Fushigina Dungeon Toki Wasure No Meikyuu: Door Crawl, que é a música tema de Final Fantasy Fables: Chocobo’s Dungeon.
| Título                                                                         | Data de lançamento     | Duração | Gravadora   | Ref.   |
| ------------------------------------------------------------------------------ | ---------------------- | ------- | ----------- | ------ |
| Chocobo no Fushigina Dungeon Original Soundtrack                               | 21 de dezembro de 1997 | 1:11:37 | DigiCube    | [ 52 ] |
| Chocobo no Fushigina Dungeon ~Coi Vanni Gialli~                                | 5 de fevereiro de 1998 | 40:52   | DigiCube    | [ 53 ] |
| Chocobo no Fushigina Dungeon 2 Original Soundtrack                             | 21 de janeiro de 1999  | 1:05:40 | DigiCube    | [ 54 ] |
| Chocobo Racing Original Soundtrack                                             | 25 de março de 1999    | 57:00   | Square Enix | [ 55 ] |
| The Best of Chocobo and the Magic Book Original Soundtrack                     | 27 de dezembro de 2006 | 26:16   | Square Enix | [ 56 ] |
| Chocobo no Fushigina Dungeon Toki Wasure No Meikyuu: Door Crawl                | 25 de julho de 2007    | 14:18   | Toshiba EMI | [ 57 ] |
| Chocobo's Mysterious Dungeon ~Labyrinth of Forgotten Time~ Original Soundtrack | 23 de janeiro de 2008  | 1:16:01 | Square Enix | [ 58 ] |
| Chocobo and the Magic Books Original Soundtrack                                | 24 de dezembro de 2008 | 1:51:57 | Square Enix | [ 59 ] |
| Compi de Chocobo                                                               | 21 de setembro de 2013 | 2:13:01 | Square Enix | [ 60 ] |